# Ōmiya-ku (Saitama)
Ōmiya (jap. 大宮区 Ōmiya-ku) – jedna z dziesięciu dzielnic miasta Saitama w Japonii, w prefekturze Saitama, w środkowej części wyspy Honsiu, w regionie Kantō. Do 2001 roku była oddzielnym miastem. Ma powierzchnię 12,80 km². W 2020 r. mieszkało w niej 117 875 osób, w 54 965 gospodarstwach domowych  (w 2010 r. 108 524 osoby, w 48 449 gospodarstwach domowych). Ośrodek przemysłu maszynowego, elektrotechnicznego, kolejowego i przemysłu chemicznego.